# 다나카 가즈키 (축구 선수)
다나카 가즈키(일본어: 田中 和樹, 2000년 1월 13일~)는 일본의 축구 선수이다.

## 구단 경력
그는 2017년 J3리그의 FC 도쿄 U-23에서 뛰었다. 2018년부터 2021년까지 호세이 대학에서 활동했다. 2022년 J1리그의 교토 상가 FC로 입단했다. 2023년 J2리그의 제프 유나이티드 지바로 이적했다.